# 鲍尔措·翁德拉什
鲍尔措·翁德拉什（匈牙利語：Balczó András，1938年8月16日—），匈牙利前男子现代五项运动员。他曾参加1960年、1968年和1972年三届夏季奥运会，共收获三枚金牌和两枚银牌。